# Campionati italiani estivi di nuoto 1998
I Campionati italiani assoluti di nuoto 1998 si sono svolti a Bari dal 13 al 16 luglio 1998. È stata utilizzata la vasca da 50 metri.

## Podi

### Uomini
| Evento               | Oro                                                                                            | Tempo    | Argento | Tempo | Bronzo | Tempo |
| Stile libero         |                                                                                                |          |         |       |        |       |
| 50 m                 | Lorenzo Vismara                                                                                | 22"57    |         | -     |        | -     |
| 100 m                | Lorenzo Vismara                                                                                | 50"33    |         | -     |        | -     |
| 200 m                | Massimiliano Rosolino                                                                          | 1'50"54  |         | -     |        | -     |
| 400 m                | Massimiliano Rosolino                                                                          | 3'54"17  |         | -     |        | -     |
| 1500 m               | Fabio Venturini                                                                                | 15'31"13 |         | -     |        | -     |
| Dorso                |                                                                                                |          |         |       |        |       |
| 100 m                | Emanuele Merisi                                                                                | 56"48    |         | -     |        | -     |
| 200 m                | Emanuele Merisi                                                                                | 2'00"53  |         | -     |        | -     |
| Rana                 |                                                                                                |          |         |       |        |       |
| 100 m                | Domenico Fioravanti                                                                            | 1'03"66  |         | -     |        | -     |
| 200 m                | Davide Rummolo                                                                                 | 2'16"94  |         | -     |        | -     |
| Farfalla             |                                                                                                |          |         |       |        |       |
| 100 m                | Andrea Oriana                                                                                  | 54"98    |         | -     |        | -     |
| Misti                |                                                                                                |          |         |       |        |       |
| 200 m                | Massimiliano Rosolino                                                                          | 2'04"16  |         | -     |        | -     |
| 400 m                | Massimiliano Eroli                                                                             | 4'21"88  |         | -     |        | -     |
| Staffette            |                                                                                                |          |         |       |        |       |
| 4x100 m stile libero | Fiamme Gialle René Gusperti Lorenzo Vismara Moreno Gallina Domenico Fioravanti                 | 3'26"94  |         | -     |        | -     |
| 4x200 m stile libero | Centro Sportivo Carabinieri Paolo Ghiglione Tobia Papetti Davide Bicchierini Alessandro Bacchi | 7'34"95  |         | -     |        | -     |

### Donne
| Evento               | Oro                                                                                 | Tempo   | Argento | Tempo | Bronzo | Tempo |
| Stile libero         |                                                                                     |         |         |       |        |       |
| 50 m                 | Cristina Chiuso                                                                     | 25"98   |         | -     |        | -     |
| 100 m                | Cristina Chiuso                                                                     | 57"31   |         | -     |        | -     |
| 200 m                | Cristina Chiuso                                                                     | 2'03"70 |         | -     |        | -     |
| 400 m                | Flavia Rigamonti                                                                    | 4'19"63 |         | -     |        | -     |
| 800 m                | Flavia Rigamonti                                                                    | 8'41"55 |         | -     |        | -     |
| Dorso                |                                                                                     |         |         |       |        |       |
| 100 m                | Alessandra Cappa                                                                    | 1'03"46 |         | -     |        | -     |
| 200 m                | Laura Porchianello                                                                  | 2'17"18 |         | -     |        | -     |
| Rana                 |                                                                                     |         |         |       |        |       |
| 100 m                | Manuela Dalla Valle                                                                 | 1'11"20 |         | -     |        | -     |
| 200 m                | Federica Biscia                                                                     | 2'33"13 |         | -     |        | -     |
| Farfalla             |                                                                                     |         |         |       |        |       |
| 100 m                | Karina Vanni                                                                        | 1'02"92 |         | -     |        | -     |
| Misti                |                                                                                     |         |         |       |        |       |
| 200 m                | Federica Biscia                                                                     | 2'20"35 |         | -     |        | -     |
| 400 m                | Federica Biscia                                                                     | 4'52"43 |         | -     |        | -     |
| Staffette            |                                                                                     |         |         |       |        |       |
| 4x100 m stile libero | Aurelia Nuoto Lucrezia Serrani Viviana Susin Simona Ricciardi Cristina Chiuso       | 3'54"12 |         | -     |        | -     |
| 4x200 m stile libero | Aurelia Nuoto Viviana Susin Lucrezia Serrani Simona Ricciardi Cristina Chiuso       | 8'25"47 |         | -     |        | -     |
| 4x100 m stile misti  | Avantgarda Desenzano Alessandra Cappa Sara Goffi Veronica Ranieri Francesca Bissoli | 4'22"73 |         | -     |        | -     |